# 漢字直接入力

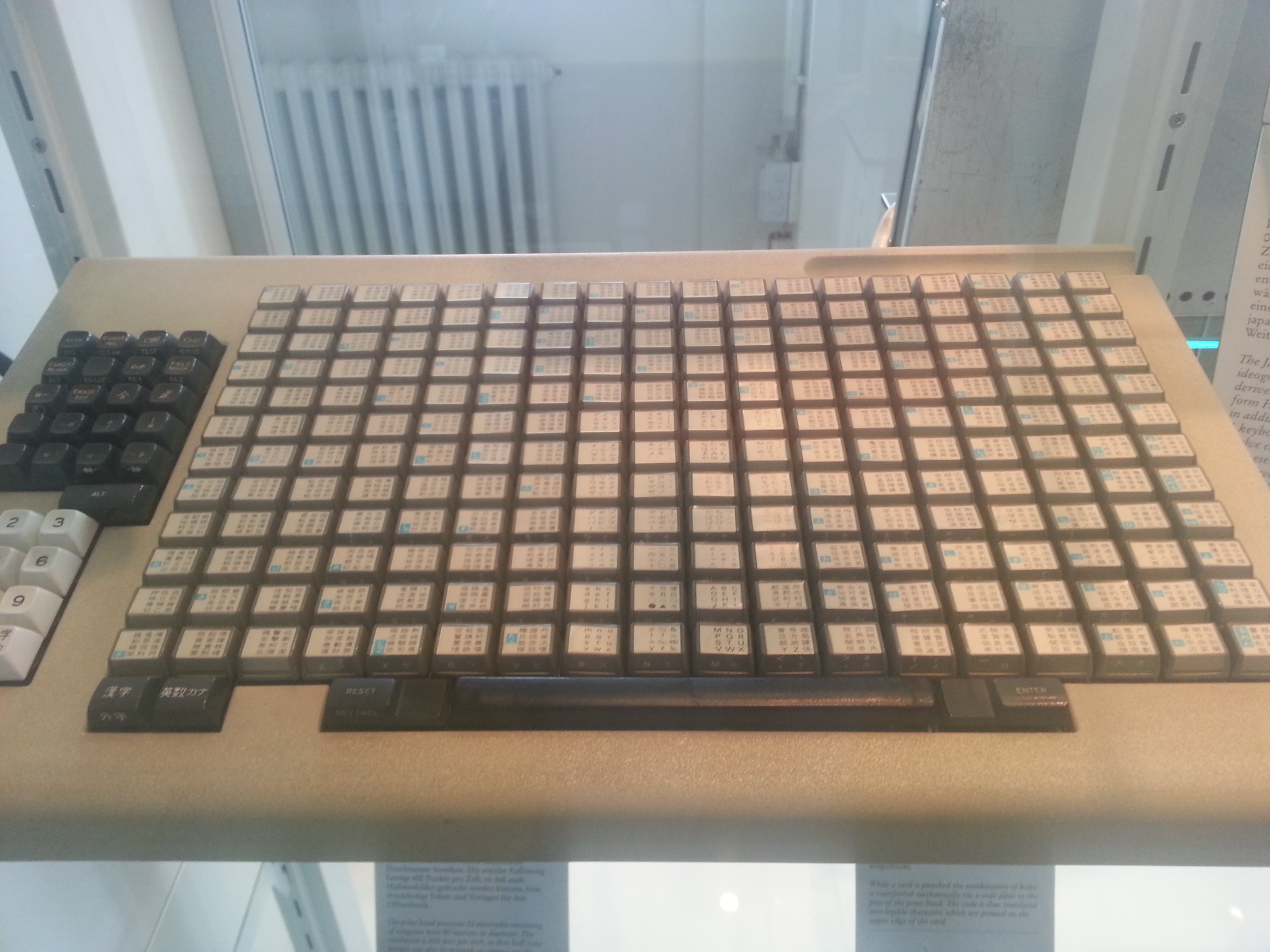
日本IBMが1972年に開発した漢字鍵盤と同等のキーボード

漢字直接入力（かんじちょくせつにゅうりょく）は、コンピュータでの日本語入力法の分類の一つ。漢直（かんちょく）と略称されることもある。

## 概要
かな漢字変換では、人間がキーボードなどから入力した読みをコンピュータが解析して漢字仮名交じり文に変換しているが、漢字直接入力では使う漢字（平仮名、片仮名、記号なども含む）を人間の側で直接指定する。よって、誤変換（人間の意に反した入力）は起こり得ず、習熟者は画面を全く見ずに入力することもできるようになる。その反面、入力者が知らない漢字は入力することができない。
汎用コンピュータと呼ばれた大型コンピュータで日本語を扱えるようになった初期の頃（1970～1980年代前半）は、かな漢字変換機能がなく、また記憶容量も少なかった（超大型機でもメモリ256メガバイト、ディスク数十ギガバイト程度）ため、一つのキーに複数の漢字を割り当てた巨大なキーボードを使って漢字を直接入力したり、各漢字（2バイト文字）に対応するコンピュータ固有の漢字コードやJIS区点コードをテンキーで入力して漢字を呼び出す漢字直接入力の方法が用いられた。

## 分類
漢字直接入力は、文字を指定する方法により連想式と無連想式に大きく分けられる。いずれの方法でも、同じ打鍵操作に対しては必ず同じ文字が出力されるようになっている。なお、これに対して仮名漢字変換では、出力される文字がそれまでの入力内容に依存するため、同じ操作をしたとしても出力される文字が異なる場合がある。

### 無連想式
ストロークから入力される漢字が連想できないものを挙げる。
- 2～4打鍵の組合せにより指定するもの
  - T-code、TUT-code、G-code、超絶技巧入力など
- 文字の読みにより指定するもの
  - 風および互換FEP

### 連想式
ストロークから入力される漢字が連想できるものを挙げる。
- 文字コードに着目して指定するもの。漢字コード、あるいは区点コードを直接入力して漢字を呼び出す（各社のかな漢字変換でこの機能も使える。また、Mac OSではUnicode Hex Inputというキーボード配列をインストールすることでUnicodeの16進値から直接入力出来る）
  - す、百相鍵盤『き』、phoenixなど
- 漢字の部首や形に着目して指定するもの
  - NIK-Code
  - にこにこ
  - 葦手入力 - カタカナの形に基づく
  - 中国語入力方法の「五筆字型輸入法」や「倉頡輸入法」など
- 文字から発生するイメージ、意味、形、読みからの連想によるもの
  - ラインプット、カンテック、KIS、LTWORDなど